# Штајниктволмсдорф
Штајнигтволмсдорф (њем. Steinigtwolmsdorf) општина је у њемачкој савезној држави Саксонија. Једно је од 63 општинска средишта округа Бауцен. Према процјени из 2010. у општини је живјело 3.262 становника. Посједује регионалну шифру (AGS) 14625590.

## Географски и демографски подаци
Штајнигтволмсдорф се налази у савезној држави Саксонија у округу Бауцен. Општина се налази на надморској висини од 394 метра. Површина општине износи 18,0 km². У самом мјесту је, према процјени из 2010. године, живјело 3.262 становника. Просјечна густина становништва износи 181 становника/km².